# NGC 2183
NGC 2183 est une nébuleuse par réflexion située dans la constellation de la Licorne. Cette nébuleuse a été découverte par l'ingénieur irlandais Bindon Stoney en 1850.

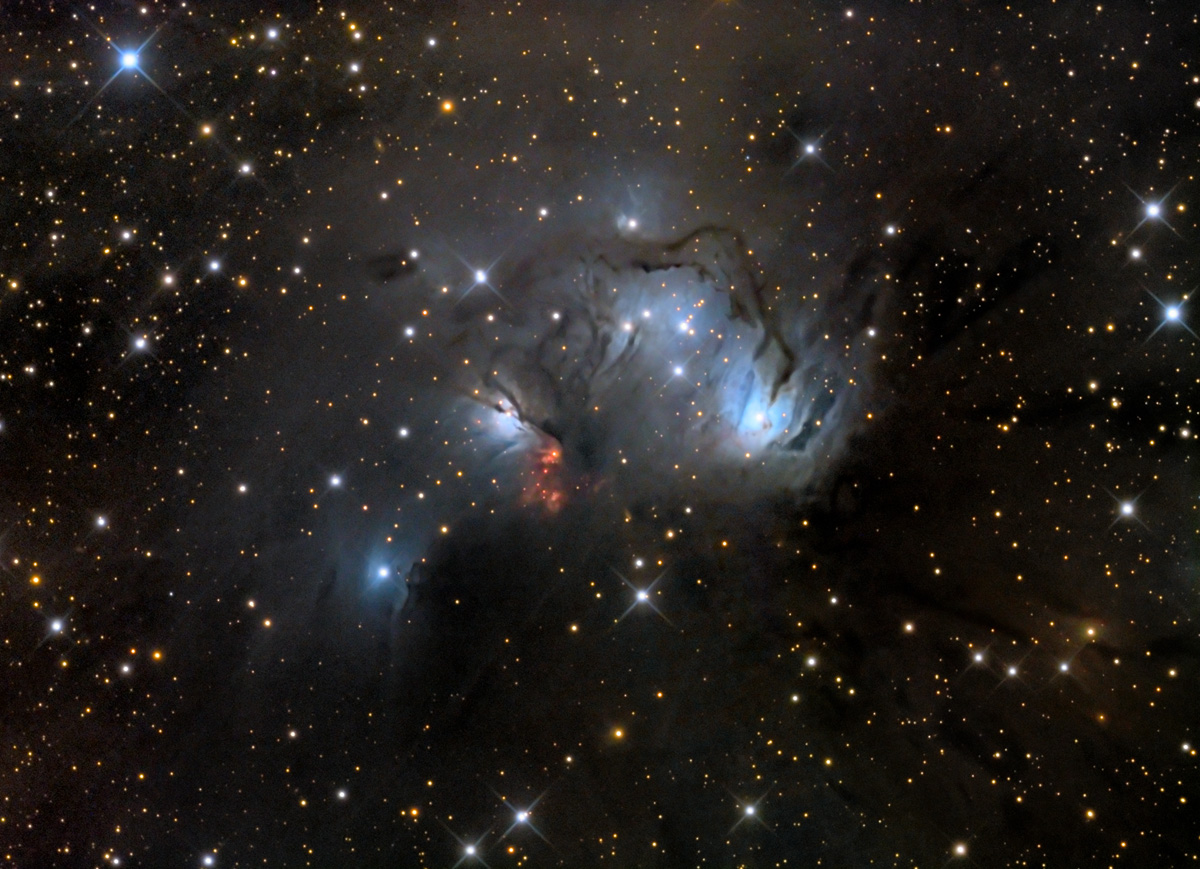
NGC 2183 par Adam Block, observatoire du mont Lemmon, université de l'Arizona.